# Gouvernement van Acker II
Royaume de Belgique
Van Acker I Spaak II
Le gouvernement van Acker II est un gouvernement belge composé de socialistes, de libéraux, de communistes et de membres de l'UDB (Union démocratique belge). Il gouverne du 2 août 1945 au 18 février 1946 et comprend 18 ministres.
Ce gouvernement, au pouvoir pendant 200 jours, gouverna dans un climat de fortes tensions autour de la question royale qui concernait le retour du roi Léopold III en Belgique après la Seconde Guerre mondiale.
En effet, le fait le plus illustrant de ce clivage est que le gouvernement van Acker II vu le jour à cause de lui. Au sein du gouvernement van Acker I, les sociaux-chrétiens étaient partisans d'une retour du roi quand les autres partis étaient hostile à celui-ci N'arrivant pas à se mettre d'accord avec les autres partis de la coalition, les ministres catholiques décidèrent de démissionner, entrainant avec elle la chute du gouvernement Van Acker I.
Pour continuer à diriger le pays, le Premier ministre van Acker continua avec une nouvelle équipe en composant une nouvelle majorité où l’Union catholique fut remplacé par un tout nouveau parti politique, l’UDB.
Au lendemain de la guerre, les besoins financier de l’État sont grands, raison pour laquelle le gouvernement lança une grande réforme fiscale en octobre 1945.
Les catholiques, dont le parti s’appelle désormais le Parti social chrétien (PSC) sort grand vainqueur des élections de février 1946 et verra son président devenir informateur dans la perspective de former un nouveau gouvernement.

## Formation du gouvernement: le contexte de la question royale
La formation du gouvernement van Acker II fait suite à une importante crise politique sur la question royale qui opposait les partis membres du gouvernement van Acker I. Le 15 juin 1945, le Premier ministre, Achille Van Acker, rentre de Suisse où il a rencontré Léopold III. Celui-ci voulait rentrer au pays pour pouvoir s’expliquer devant la nation sur son comportement par rapport aux nazis pendant l’occupation. Lors d’une réunion d’urgence organisée le 16 juin, deux ministres libéraux, chargés respectivement de la défense nationale et de l’intérieur refusent d’assumer la responsabilité du maintien de l’ordre, en cas de retour du roi.
Le jour-même, le Premier ministre donne au régent, la démission de son gouvernement. Le pays est alors au bord de la révolution et de la guerre civile : des actions punitives contre les collaborateurs sont organisées par les résistants ou les communistes. Le 17 juin,  la FGTB menace d’une grève totale et générale lors du retour du roi. Il manquait en effet quelque 4000 gendarmes pour permettre d’assurer le maintien de l’ordre en cas de retour du roi. Une grande partie des troupes se trouvait en effet encore en Allemagne.
Les ministres catholiques du premier gouvernement van Acker démissionneront le 17 juillet, quelques jours avant le débat parlementaire sur la question royale qui aura lieu à la chambre entre le 20 et le 26 juillet. Les ministres catholiques, favorables au retour du roi, ne veulent pas donner l’impression qu’ils soutiennent le Premier ministre, qui est lui de plus en plus opposé au retour de Léopold III. Achille Van Acker ne veut plus du retour du souverain et le confirmera lors de ces débats : « Le roi doit être un lien entre les Belges ; il n’est actuellement qu’un sujet de division profonde ». Paul-Henri Spaak, le 20 juillet, affichait également son opinion négative quant au retour du roi lors de ces débats. Elle se résume en six mot prononcés par ce dernier « Sire, votre fils est notre roi ». Selon lui, il est temps d’en finir avec cette histoire.
Achille van Acker a essayé de ramener les ministres catholiques dans son gouvernement après les débats parlementaires, mais le Parti catholique a rejeté cette offre. Le 1er août, le Premier ministre convoque la presse et annonce qu’il a réussi à créer un nouveau gouvernement, composé par les socialistes, les libéraux, les communistes et un tout nouveau parti, l’Union démocratique belge (UDB). Ce dernier aura trois ministres dans le gouvernement.
Cependant, malgré la mise sur pied de ce nouveau gouvernement, la question royale continue de stagner. 
Quelques jours avant que le gouvernement van Acker II ne soit mis su pieds, le 19 juillet 1945, le gouvernement van Acker I avait fait voté une loi à propos de la question royale. Celle-ci stipulait que le roi ne pourrait à nouveau exercer ses prérogatives royales si et seulement si la Chambre et le Sénat réunit, décident que le l’impossibilité de règne de Léopold III a pris fin.
En août 1945, le gouvernement des États-Unis d’Amérique, craignent ce qu’ils qualifient de coup d’État. Ils ont en effet peur d’un retour du roi en catimini. Il faut dire que le secrétaire et principal conseiller du régent, André de Staercke , vient d’affirmer à leur ambassadeur en poste en Belgique que son homologue nommé au même moment que lui auprès du roi Léopold III est capable de tout pour organiser le retour du souverain. Jacques Pirenne, devenu nouveau secrétaire du Roi en août 1945, n’est cependant en réalité pas lié aux projets de certains « ultras » membres de certains mouvements léopolistes qui se veulent souvent plus radicaux que le roi lui-même et qui préconisaient une attitude musclée pour défendre leurs positions. En réalité, le Souverain excluait toute idée de recours à la force souhaitée par ces partisans « ultras ».
Le 17 septembre 1945, le Premier ministre van Acker demande au gouvernement Anglais (par l’intervalle de leur ambassadeur en Belgique) que la police militaire Anglaise soit présente en Belgique pour des questions de sécurité.
La guerre étant terminée depuis des mois et la probabilité que la Régence se poursuive pour de nombreux autres, les Alliés décidèrent qu’il était devenu inconvenant de maintenir le roi sous surveillance. Ils prirent la décision de le transférer en Suisse, à proximité de Genève. Ce déménagement se fit avec une volonté de Léopold III qui allait dans le même sens.
Le retour du roi en Belgique s’opèrera finalement quatre ans après la fin du gouvernement van Acker II, le 22 juillet 1950, à la suite de la consultation populaire où il obtint le soutien de 57,68 % des électeurs.

## Tensions avec l’opposition
Le gouvernement était farouchement opposé à un retour du roi envers qui il lança une véritable guerre ouverte, notamment en rendant public l’interrogatoire, réalisé par les Alliés, de Paul-Otto Schmidt, l’interprète d’Hitler. Pendant la guerre, Schmidt avait assisté aux rencontres entre Léopold III et le Führer. Lors de ces entrevues, le roi se montrait plutôt condescendant face à la volonté d’Hitler, ils discutaient du statut de la Belgique dans une Europe sous domination allemande. Le gouvernement décida aussi de suspendre le journal léopoldiste « le quotidien » car celui-ci accusait le Premier ministre de vouloir tromper le peuple sur la question royale.
En Belgique, le roi LeopoldIII n'a pas d'alliés au sein du gouvernement van Acker , les communistes ( Le Drapeau rouge) ainsi que le parti socialiste veulent l'abdication du roi, l'UDB partage également cette solution quant aux libéraux ils sont divisés. Le Parti social chrétien promettent d'organiser une consultation populaire, s'ils remportent la victoire électorale pour laisser le peuple s'exprimer sur la question, le PSC contrairement aux apparences subit aussi des divisions, certaines personnes sont pour le retour du roi, d'autres n'excluent pas son retour sous réserves de certaines conditions et prévoient même que Léopold III délègue son pouvoir à Baudouin et d'autres encore réfusent son retour.
Les discussions avec le Parti catholique dans les assemblées étaient très tendues. L’opposition accusait le gouvernement d’agir comme une dictature grâce à l’utilisation des pouvoirs extraordinaires qui avaient été accordés au gouvernement par le parlement le 20 mars 1945. Ces pouvoirs extraordinaires permettaient au gouvernement d’adopter des lois sans avoir besoin d’un vote du parlement.
Une partie de l’opinion publique favorable au retour de Léopold III en Belgique exprimait elle-aussi son mécontentement par l’intermédiaire des organes de presse conservateurs : « L’Allemagne n’existe plus, je ne trouve d’autres ennemis qui empêchent le roi de gouverner que vous-mêmes, vos ministres et des membres d’un parlement périmé. ». 

### Formation d'un nouveau gouvernement avec l'UDB (Union démocratique belge)

#### Création de l'UDB
La création de l’Union démocratique belge, lors de son premier congrès, le 16 et 17 juin 1945, tombe à point nommé pour Achille van Acker, qui trouve en ce nouveau parti, une formation catholique de « rechange », vu le refus du Parti catholique de revenir au gouvernement. L’idée de fondation de l’UDB avait eu lieu pendant la guerre. Au sein de la Résistance, des réunions secrètes étaient organisées chez Marcel Grégoire, le représentant du Parti catholique au sein du Front de l’indépendance. L'objectif de ce nouveau parti était de réunir les progressistes et dépasser le clivage cléricaux/anticléricaux.Marcel Grégoire ne fut pas le seul à initier le mouvement, parmi ces « catholiques de gauche » de l'époque se trouvait William Ugeux, Antoine Delfosse et Jacques Basyn.
Les participants étaient des chrétiens-démocrates et des socialistes. Achille van Acker prit part à plusieurs reprises à ces réunions où les débats portaient sur une réforme du système politique belge.

#### L'UDB, remplaçant du Parti social chrétien
L'UDB accepta d’entrer au gouvernement à condition de recevoir trois portefeuilles ministériels. Franz de Voghel qui n’était pas membre du parti mais un sympathisant fut nommé aux finances, Jacques Basyn s’occupa des dommages de guerre et Marcel Grégoire devint ministre de la Justice. Il est intéressant de savoir que Marcel Grégoire fut pressenti pour devenir ministre de l’intérieur du gouvernement Pierlot VI, mais il est finalement rejeté car certains ont peur de son intransigeance vis-à-vis des collaborateurs. La mission de l’épuration fut pourtant de sa compétence dans le gouvernement van Acker II. Le Premier ministre voulait calmer les revendications des résistants en le nommant à ce poste.
L'Union démocratique belge finit par être dissout aux élections de 1946, n'ayant obtenu qu'un seul élu.

## Missions du gouvernement
Le vote de confiance du gouvernement eu lieu le vendredi 10 août : 67 voix favorables, 52 voix contre et 1 abstention. Dans sa déclaration gouvernementale, le Premier ministre définit les missions du gouvernement : il s’engage à organiser des élections législatives et punir les collaborateurs, notamment en les privant de leur droit de vote : « Ce que le pays demande, c’est que les grands coupables soient poursuivis immédiatement et sans faiblesse ». Sur le plan économique et social, le gouvernement souhaite continuer une politique d’assainissement financier, organiser les réparations des dommages de guerre en participant à l’exploitation des richesses allemandes comme remboursement. 
Le nouveau gouvernement bénéficie d’un certain enthousiasme de la part d’une partie de la presse : « La nouvelle équipe ministérielle est excellente » titrait le quotidien « La Dernière Heure », après la conférence de presse de Van Acker sur la formation de son gouvernement ; le quotidien soulignait que c’était la première fois en 60 ans qu’il n’y avait pas de représentants du Parti catholique au sein d’un gouvernement.
Deux dispositions juridiques importantes concernant directement la situation d'après guerre dans laquelle se trouvait la Belgique furent adoptées par le gouvernement Van Acker II. 
Une réforme fiscale, d'abord, et un arrêté loi relatif à l'épuration civique, ensuite.

### La réforme fiscale de 1945
Afin de faire face aux nécessités financière de la Belgique, le gouvernement van Acker fit voter un projet de loi sur la fiscalité dont il était attendu un allègement des charges résultant de la guerre. 
Cette fiscalité comportait trois impôts principaux à savoir un impôt de 5 % sur le capital, un impôt de 95 % sur les bénéfices de guerre et de 100% sur le bénéfice des opérations faites avec les ennemis de la Nation pendant la guerre. 
Ces trois mesures n’eurent pas entièrement l’effet escompté. En effet, seul l’impôt sur le capital rentra relativement facilement. Celui-ci s’appliquait principalement sur deux catégories de bien dont l’État avait connaissance. Les immeubles d’abord, dont il était possible de connaître la valeur à l’aide des cadastres et des fonds bloqués ensuite
Cependant, les deux autres, eurent comme conséquence d’être tout peu équitables dans leur application et très encombrantes pour l’administration. À cause de cette surcharge de travail, celle-ci se vit même dans l’impossibilité d’assurer la perception des impôts normaux.
On notera que l'objectif du Premier ministre van Acker, qui était également ministre du charbon, fut de relancer au plus vite l'économie belge, des milliers de prisonniers de guerre allemands (entre 46 000 et 64 000) sont alors enrôlés pour travailler dans les mines de charbon. La plupart de ces travailleurs allemands vont quitter la Belgique en 1946, c'est alors que des immigrés italiens vont occuper leur place.
Achille van Acker n'hésita pas non plus à « casser» toute tentative de grève. Il redressa l'économie en augmentant la production Par ce qu'on appela la « bataille du charbon » en 1945. Van Acker adapte une nouvelle fois les salaires à l'indice de la production lors de la Conférence du Travail de 1945 et en 1946 il a l'accord de la Conférence Nationale du Travail pour diminuer de 10 pour cent sur tous les prix et obtint une stabilisation des salaires. Il y a également une augmentation de 20 pour cent pour les pensions et les allocations familiales.

### L'arrêté-loi relatif à l'épuration civique du 19 septembre1945
Avec l'objectif de retirer le droit de vote à un certain nombre de citoyens, l'arrêté loi relatif à épuration civique du 19 septembre 1945 entra en vigueur. Dans son rapport au régent, le ministre de la Justice Marcel Grégoire, définit ceux qui sont visés par celui-ci. 
Il déclara ainsi : 
« Ceux qui ont participé par leur adhésion, même partielle, ou limitée, à un mouvement ou à une action politique, créées ou favorisées par l'ennemi, ne pouvaient ignorer le concours qu'ils prêteraient à l'asservissement et à la déchéance de la Nation. Quelles que puissent être, à présent, leurs tentatives fallacieuses de justification, ils ne pouvaient, pendant l'occupation, se méprendre sur les conséquences de leurs actes; en les accomplissants sous le contrôle et la protection de l'occupant, au détriment évident de leurs concitoyens menacés des plus graves sanctions, ils devaient prendre conscience du caractère criminel de leur conduite. »
Et poursuivit par : 
« Il importe que par une mesure de sûreté de nature civile, ils soient retranchés de la communauté politique à laquelle ils ont été infidèles, qu'ils soient exclus de certaines missions et écartés de certaines activités. Qu'il y ait ou non une condamnation pénale, la déchéance du droit de participer à la vie publique de la Nation doit être prononcée à charge de tous ceux qui ont failli à leurs devoirs civiques pendant l'occupation. »
322 000 Belges étaient visés par cette mesure et allaient être empêchés de participer aux scrutins électoraux. Par la suite, après les élections, ce chiffre baissa considérablement pour atteindre 20 625 personnes.

## Présidence de la première Assemblée générale des Nations unies
Fin avril 1945, la Belgique prend part à la conférence de San Francisco qui avait pour but l'adoption de la Charte de l'ONU. Elle confirme par cette démarche, sa volonté de sa volonté de bâtir des relations solides avec les anciens alliés. 
Malgré l'opposition des Soviétiques, le ministre des Affaires étrangères Belge, Paul-Henri Spaak dépose sa candidature et est élu à la présidence des Nations unies. Il présidera donc la première Assemblée générale de cette dernière en janvier 1946. Cette élection lui fournit un rayonnement international important

## Les élections de février 1946
Le 17 février 1946, les premières élections législatives depuis la fin de la guerre sont organisées dans le pays. C’est un véritable triomphe pour le Parti catholique, qui s’appelle depuis peu le Parti social-chrétien (PSC). Les catholiques réalisent leur meilleur score depuis l’instauration du suffrage universel pur et simple en 1919. Ils obtiennent 42,53 % des voix, tandis que leur concurrent catholique de l’UDB échoue totalement avec seulement 2 % des voix. Pendant la campagne, le nouveau parti a dû subir de nombreuses attaques : les membres du PSC traitaient ceux de l’UDB d’opportunistes, de traitres au roi et à la communauté catholique. Même l’Église prend parti dans cette lutte pour les voix catholiques : le cardinal Van Roy, primat de Belgique, compara les membres de l’UDB aux rexistes de l’avant-guerre.
Le Parti socialiste obtient quant à lui 32,47 % des voix et le Parti communiste 12,68 %, le quatrième parti du gouvernement, le Parti libéral, connait également une lourde défaite avec moins de 10 % des voix.
Le lundi suivant les élections, le 18 février 1946, Achille van Acker réunit ses ministres pour une dernière réunion. Il ira ensuite remettre la démission de son gouvernement au régent. Celui-ci chargea August De Schryver, le président du PSC, d’une mission d’information en vue de former un nouveau gouvernement.

## Composition du gouvernement
| Ministère                                                 | Nom                             | Parti      |
| --------------------------------------------------------- | ------------------------------- | ---------- |
| Premier ministre et ministre du Charbon                   | Achille van Acker               | PSB-BSP    |
| Ministre des Affaires étrangères et du Commerce extérieur | Paul-Henri Spaak                | PSB-BSP    |
| Ministre des Communications                               | Ernest Rongvaux                 | PSB-BSP    |
| Ministre des Travaux publics                              | Herman Vos                      | PSB-BSP    |
| Ministre sans portefeuille                                | Paul Kronacker                  | PL-LP      |
| Ministre de l'Intérieur                                   | Adolphe Van Glabbeke            | PL-LP      |
| Ministre de l'Instruction Publique                        | Auguste Buisseret               | PL-LP      |
| Ministre du Travail et de la Prévoyance sociale           | Léon-Éli Troclet                | PSB-BSP    |
| Ministre des Affaires économiques                         | Albert De Smaele                | Technicien |
| Ministre de la Défense nationale                          | Léon Mundeleer                  | PL-LP      |
| Ministre de la Santé publique                             | Albert Marteaux                 | PCB-KPB    |
| Ministre du Ravitaillement                                | Edgard Lalmand                  | PCB-KPB    |
| Ministre de la Justice                                    | Marcel Grégoire                 | UDB        |
| Ministre des Finances                                     | Franz de Voghel                 | Technicien |
| Ministre de l'Agriculture                                 | René Lefebvre                   | PL-LP      |
| Ministre des Colonies                                     | Robert Godding                  | PL-LP      |
| Ministre des Victimes civiles de la guerre                | Adrien van den Branden de Reeth | Technicien |
| Ministre des Dommages de guerre                           | Jacques Basyn                   | UDB        |